# William Downie Stewart
Pour les articles homonymes, voir William Stewart et Stewart.
William Downie Stewart, dit Downie Stewart, né le 29 juillet 1878 à Dunedin et mort le 29 septembre 1949 dans cette même ville, est un avocat et homme politique néo-zélandais. Invalide de guerre à l'issue de la Première Guerre mondiale, il exerce une succession de portefeuilles ministériels presque sans discontinuer entre 1921 et 1933 : intérieur, justice puis finances.

## Biographie

### Débuts
Il est le plus jeune d'une fratrie de cinq enfants, et sa mère meurt peu après sa naissance. Son père, avocat et député indépendant au Parlement de Nouvelle-Zélande, se remarie et les enfants sont « élevés par une succession de nourrices dans une atmosphère de presbytérianisme calviniste austère ». Le garçon est toutefois aussi imprégné des réunions politiques organisées au domicile familial par son père, qui s'intéresse aux idées progressistes de réformes sociales. Downie Stewart étudie le droit à l'université de l'Otago, où il est trésorier d'une association étudiante puis directeur d'un journal étudiant. À l'issue de ses études, il intègre le cabinet d'avocat de son père récemment décédé.
Au regard de ses idées plutôt marquées à gauche, il surprend ses amis en étant candidat du groupe conservateur informel aux élections législatives de 1905 ; il explique s'opposer notamment à ce qu'il considère comme l'autoritarisme du Premier ministre libéral Richard Seddon, même s'il est en accord avec bon nombre des idées des libéraux. Il échoue à entrer au Parlement, mais est élu conseiller municipal de Dunedin en 1907, puis maire en 1913.
En 1910, il coécrit l'ouvrage State Socialism in New Zealand (« le socialisme d’État en Nouvelle-Zélande ») avec le professeur d'économie américain James Le Rossignol. Le livre, analyse critique sérieuse et plutôt sympathique des politiques menées par le gouvernement libéral, est bien reçu. En 1914, Downie Stewart écrit la préface de l'édition en anglais de l'ouvrage d'André Siegfried La Démocratie en Nouvelle-Zélande.

### Entrée au Parlement et Première Guerre mondiale
Choisi comme candidat du Parti pour la réforme (en) (conservateur) dans la circonscription de Dunedin-ouest aux élections législatives de 1914, il est élu à la Chambre des représentants et se porte immédiatement soldat volontaire pour la Première Guerre mondiale. Le jeune député libéral Tom Seddon fait de même, et les deux hommes s'engagent ensemble comme simples soldats. Fait sous-lieutenant dans le régiment d'infanterie de l'Otago à l'issue de sa formation militaire, Downie Stewart est déployé en Égypte en janvier 1916. Il y est atteint de rhumatisme, mais s'en remet et est envoyé sur le front de l'Ouest. Il y souffre d'une crise de polyarthrite rhumatoïde, et doit être rapatrié en Nouvelle-Zélande en décembre. Cette maladie contractée durant la guerre le handicape durant le restant de sa vie.
Il est chaudement accueilli au Parlement lorsqu'il y revient en juin 1917, en béquilles et accompagné de deux assistants médicaux. Sa sœur Mary, infirmière faite officier de l'ordre de l'Empire britannique en 1918 pour son engagement en faveur du bien-être des soldats et des anciens combattants, se dévoue entièrement à lui durant le restant de sa carrière politique et de sa vie, s'assurant que son frère puisse mener une vie normale malgré son handicap. Sa désapprobation des grèves ouvrières au début des années 1910 a fait de lui un membre du Parti de la réforme, mais il se sent plus proche de députés travaillistes, représentants du mouvement syndical et ouvrier, que de bon nombre des membres de son parti. Il se lie notamment d'amitié avec John A. Lee et Harry Holland. Plutôt qu'un engagement partisan, il conçoit le Parlement comme « une rencontre des esprits où les décisions sont prises pour le bien commun et où les débats devraient être intellectuels plutôt qu'un exercice politique ». Réélu aux élections de 1919, il refuse initialement un poste au gouvernement en raison de son état de santé, puis accepte finalement d'être nommé en 1921 ministre de l'Intérieur et des douanes, dans le gouvernement de William Massey. À ce poste, il négocie avec succès des accords commerciaux avec l'Australie, le Japon et la Belgique. En 1923 il est fait ministre des Industries et du Commerce.

### Ministre
En 1925, son handicap s'est aggravé et il ne peut se déplacer qu'en fauteuil roulant. Il est un député et ministre populaire, et une partie de l'opinion publique regrette qu'il ne soit pas fait Premier ministre à la mort de William Massey cette même année. En 1926 le nouveau chef du gouvernement, Gordon Coates, le nomme Procureur général, et Downie Stewart exerce brièvement la direction du gouvernement par intérim lorsque le Premier ministre est à l'étranger. Il demande à quitter sa fonction de Procureur général après quelques mois, estimant qu'il ne peut pas l'exercer au mieux en fauteuil roulant, et Gordon Coates le fait alors ministre des Finances.
Le gouvernement Coates perd les élections de 1928, et Downie Stewart siège sur les bancs de l'opposition durant la législature 1928-1931. Avec le retour au pouvoir des conservateurs en 1931, il redevient ministre des Finances, cette fois du Premier ministre George Forbes, aux débuts de la Grande Dépression. À ce poste, il prend part à la conférence impériale de 1932 à Ottawa, qui rassemble les gouvernements du Royaume-Uni et des dominions du Commonwealth (Afrique du Sud, Australie, Canada, Irlande, Nouvelle-Zélande, et Terre-Neuve) pour adopter une réponse commune à la crise économique. Downie Stewart est l'une des figures marquantes de ce sommet, « consulté par les autres délégués » et les recevant parfois en pyjamas pour des discussions avant les sessions formelles. Les Dominions obtiennent la signature des Accords d'Ottawa par lesquels le Royaume-Uni renonce au libre-échange et restaure une politique commerciale de préférence impériale, très favorable aux produits importés de Nouvelle-Zélande. Ces accords garantissent ainsi un accès préférentiel au marché britannique pour les fermiers et autres producteurs néo-zélandais durant la crise. Cette même année, Donnie Stewart fait adopter par le Parlement néo-zélandais la création de la Banque de réserve de la Nouvelle-Zélande.
Il démissionne en janvier 1933 car il s'oppose à la décision du gouvernement d'appliquer une dévaluation de la livre néo-zélandaise, arguant que celle-ci serait en violation des Accords d'Ottawa. Refusant de porter une mesure qu'il ne soutient pas, il quitte le gouvernement et redevient député d'arrière-ban. Il est battu dans sa circonscription aux élections de 1935, remportées par les travaillistes.

### Après la politique
Considérant le socialisme comme « la voie de l'avenir », il se retire de la vie politique et ne s'oppose pas au gouvernement travailliste de Michael Joseph Savage qui met en place un État-providence en Nouvelle-Zélande. Downie Stewart se consacre à l'écriture comme historien amateur ; il écrit entre autres une histoire du Parti travailliste, une biographie de son père et de son grand-père, une histoire de la première guerre du Taranaki (en), et des biographies de Sir Francis Bell, William Rolleston (en) et Sir Joshua Williams (en). Il participe par ailleurs à des conférences internationales du mouvement Table ronde, groupe de réflexion sur l'avenir de l'Empire britannique qui promeut les relations entre les Dominions et le Royaume-Uni. Il soutient aussi financièrement la Société Plunket, association caritative pour la santé et le bien-être des enfants, et pour laquelle sa sœur Mary est infirmière.
Atteint d'un accident vasculaire cérébral en 1947 qui le paralyse partiellement, il bénéficie de l'aide constante de ses sœurs Mary (jamais mariée car elle a consacré sa vie à lui) et Rachel (veuve), et continue à écrire, s'apprenant à le faire de la main gauche. Il meurt à son domicile deux ans plus tard.